# Christian Lechtaler
Christian Andréas Lechtaler, född 10 februari 1972 i Högsbo församling i Göteborg, är en svensk ishockeytränare och före detta ishockeyspelare.
Lechtaler inledde sin professionella karriär i Västra Frölunda HC i Elitserien säsongen 1990/1991. Sejouren i Frölunda blev dock inte lång, för nästa säsong kom Lechtaler att spela för Hanhals IF i Division 1, som då var den näst högsta divisionen. Tre säsonger blev det i Hanhals IF och sedan en säsong vardera i Division 1-lagen IK Pantern och Bodens IK. Inför säsongen 1996/1997 gick Lechtaler till IF Björklöven, med vilka han spelade för under fem säsonger.
Efter Elitseriesäsongen 2000/2001 flyttade Lechtaler till Frankrike och Amiens för spel i högstaserien. Det blev dock endast en säsong utomlands och inför kommande säsong flyttade han tillbaka till Sverige och Allsvenska Hammarby Hockey. Efter säsongen 2007/2008 i Division 3-klubben HC Undici avslutade Lechtaler sin spelarkarriär och inledde tränarkarriären som assisterande tränare i schweiziska HC Lugano. Från och med säsongen 2011/2012 blev Lechtaler assisterande tränare i Frölunda HC.